# Султанија Пертевнијал
Султанија Пертевнијал или Хасеки Пертевнијал султанија, као и Валиде Пертевнијал султанија (тур. Pertevniyal Sultan) је била султанија Османске империје и супруга султана Махмуда II.

## Младост
Пертевнијал је рођена 1812, у влашкој области, у Османском царству. Вероватно је била отета из своје родне земље, као и већина османских султанија. Претпоставља се да је Румунка или Киргистанка. Убрзо ју је заволео султан Махмуд II и заједно су имали сина сина, Абдул Азиза.

## Валиде султанија
Када је султан Абдулмеџид I био болестан, појавила се гласина да постоји група људи који желе да Мурат наследи трон уместо Абдул Азиза. Не постоје докази да се ово заиста десило, али је забринуло Абдул Азиза и његову мајку. Ухапсили су неколико људи и пребацили Абдул Азиза у Топкапи палату, да чека своје проглашење, заједно са његовом мајком.
Пертеневијал је утицала на свог сина. Једном је, само зато што је била јако забринута, писала сину који је био на путу да се што пре врати кући, што је он и послушао. Њена умешаност у политику је допринела нестабилности у царству. Посебно је било значајно њено пријатељство са Махмуд Недим пашом, који је био неспособан за своју позицију и увео Османско царство у велике дугове. Откривено је да је велика сума новца нестала и за то је оптужен Махмуд Недим, који је тврдио да је новац послат султанији. Он је протеран, али га је Пертеневијал поново вратила у престоницу.
Султанију Пертеневијал су посећивали многи високи званичници и племићи из Европе.

## Наслеђе и смрт
Султанија Пертевнијал је око 1871, изградила једну основну школу. Имала је пуно састанака са пуно владара, из Француске, Британије и других. Умрла је 1883, а сахрањена је својој џамији.